# F1 2010
F1 2010 – komputerowa gra wyścigowa o tematyce Formuły 1, wyprodukowana przez brytyjskie studio Codemasters Birmingham. Gra została 21 września 2010 roku na PC, konsole PlayStation 3 oraz Xbox 360 w Stanach Zjednoczonych. W Polsce została wydana 28 września 2010. F1 2010 zawiera wszystkie zespoły, kierowcy, bolidy oraz tory wyścigowe z sezonu 2010.

## Produkcja i wydanie gry
F1 2010 jest pierwszą symulacją wyścigów Formuły 1 stworzoną na konsolę Xbox 360. Jednocześnie gra jest powrotem Formuły 1 na komputery osobiste. Nadejście tej wersji gry, poprzedzone zostało wydaniem w 2009 roku F1 2009 na konsolę Wii i PSP (ta edycja znalazła się w pierwszej piątce najlepiej sprzedających się w gier w okresie przedświątecznym).
Stworzona w studiu Codemasters Birmingham, gra F1 2010 powstała w oparciu o silnik EGO Engine. Jest to autorski silnik Codemasters. Ta platforma technologiczna została dodatkowo zmodyfikowana, tak by była w stanie odtworzyć ogromny docisk aerodynamiczny i przyczepność bolidów Formuły 1 przy prędkościach przekraczających 300 km/h.

## Rozgrywka
Jest to gra wyścigowa z elementami symulacji. W grze gracz może wcielić się w każdego kierowcę z konkretnego zespołu, oraz jeździć na każdym torze zawartym w grze z sezonu 2010. W F1 2010 gracze rywalizować mogą z innymi graczami korzystając z różnych trybów rozgrywki: Grand Prix, Mistrzostwa, Próba czasowa oraz tryb Kariery. W F1 2010 zawarto rozbudowany model zniszczeń, zmienną pogodę.
Tryb kariery rozpoczyna się od konferencji prasowej w której między innymi gracz podaje imię i nazwisko, informacje o pochodzeniu i w jakim zespole będzie jeździł.
Tryb gry wieloosobowej dostępny jest poprzez sieć lokalną lub Internet.